# Curetis discalis
Curetis discalis är en fjärilsart som beskrevs av Moore 1879. Curetis discalis ingår i släktet Curetis och familjen juvelvingar. Inga underarter finns listade i Catalogue of Life.